# روبرت لوبون
روبرت لوبون (بالإنجليزية: Robert LuPone)‏ هو ممثل أمريكي، ولد في 29 يوليو 1946 ببروكلين في الولايات المتحدة. من الجوائز التي نالها جائزة جيف ‏.

## أعمال

### أفلام
- (2007) ألعاب مضحكة[5]

### مسلسلات
- جاغ
- عالم آخر

## جوائز
- جائزة جيف [الإنجليزية]‏

## وصلات خارجية
- روبرت لوبون على موقع IMDb (الإنجليزية)
- روبرت لوبون على موقع ألو سيني (الفرنسية)
- روبرت لوبون على موقع ميوزك برينز (الإنجليزية)
- روبرت لوبون على موقع أول موفي (الإنجليزية)
- روبرت لوبون على موقع قاعدة بيانات برودواي على الإنترنت (الإنجليزية)
- روبرت لوبون على موقع قاعدة بيانات برودواي على الإنترنت (الإنجليزية)
- روبرت لوبون على موقع قاعدة بيانات الأفلام السويدية (السويدية)
- روبرت لوبون على موقع ديسكوغز (الإنجليزية)
- روبرت لوبون على موقع قاعدة بيانات الفيلم (الإنجليزية)
- روبرت لوبون على موقع كينوبويسك (الروسية)